# Gísli Þorgeir Kristjánsson
Gísli Þorgeir Kristjánsson (30. srpnja 1999.), islandski rukometni reprezentativac. Sudjelovao na na svjetskom prvenstvu 2019. godine. 
Sin islandskog rukometaša Kristjána Arasona i islandske političarke i ministrice Þorgerður Katrín Gunnarsdóttir.